# Robert Henry Lawrence Jr.
Robert Henry Lawrence Jr. (2 de octubre de 1935 – 8 de diciembre de 1967), (Mayor de la USAF), fue un oficial de las Fuerza Aérea de los Estados Unidos, el primer astronauta afroamericano.

## Primeros años
Lawrence nació el 2 de octubre de 1935 en Chicago, Illinois. Acudió a la Escuela Elemental Haines, y a la edad de 16 años se graduó en el Instituto Englewood de Chicago, en 1952. Cuando tenía 20 años, se licenció en la Universidad Bradley en química, distinguiéndose como Comandante de Cadetes de la Fuerza del Aire del "Reserve Officers' Training Corps", obteniendo el grado de subteniente en el Programa de Reserva de la Fuerza del Aire.

## Fuerza Aérea

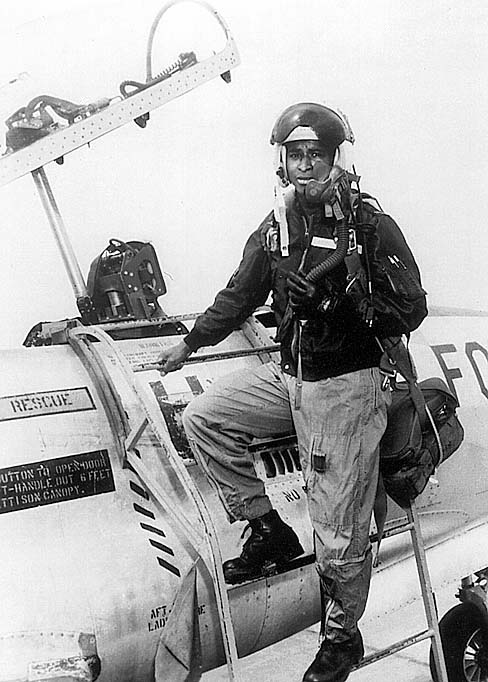
Robert Lawrence durante su carrera en las Fuerzas Aéreas

A la edad de 21 años, fue designado como piloto de la Fuerza Aérea de los Estados Unidos después de completar su formación de vuelo en la Base Malden en Misuri.
Un año después se casó con Barbara Cress. Con 25 años, ya había completado una asignación de la Fuerza Aérea como piloto instructor de formación en el reactor T-33 para la Fuerza del Aire Alemana.
En 1965, Lawrence obtuvo el grado de doctor en fisicoquímica por la Universidad Estatal de Ohio. Su tesis doctoral versaba sobre "El Mecanismo de la Reacción de Intercambio inducida por el Rayo Beta del Tritio, de Deuterio con Metano y Etano en Fase Gaseosa."
Piloto experto, había acumulado más de 2500 horas de vuelo, 2000 de ellas en reactores. Lawrence voló muchas pruebas en el Lockheed F-104 Starfighter para investigar el planeo de varias aeronaves sin propulsión que regresan a la Tierra desde una trayectoria en órbita, como el avión cohete North American X-15. La NASA mencionó a Lawrence por sus logros en la obtención de datos sobre las maniobras de vuelo que "contribuyeron notablemente al desarrollo del Transbordador Espacial."

## Astronauta

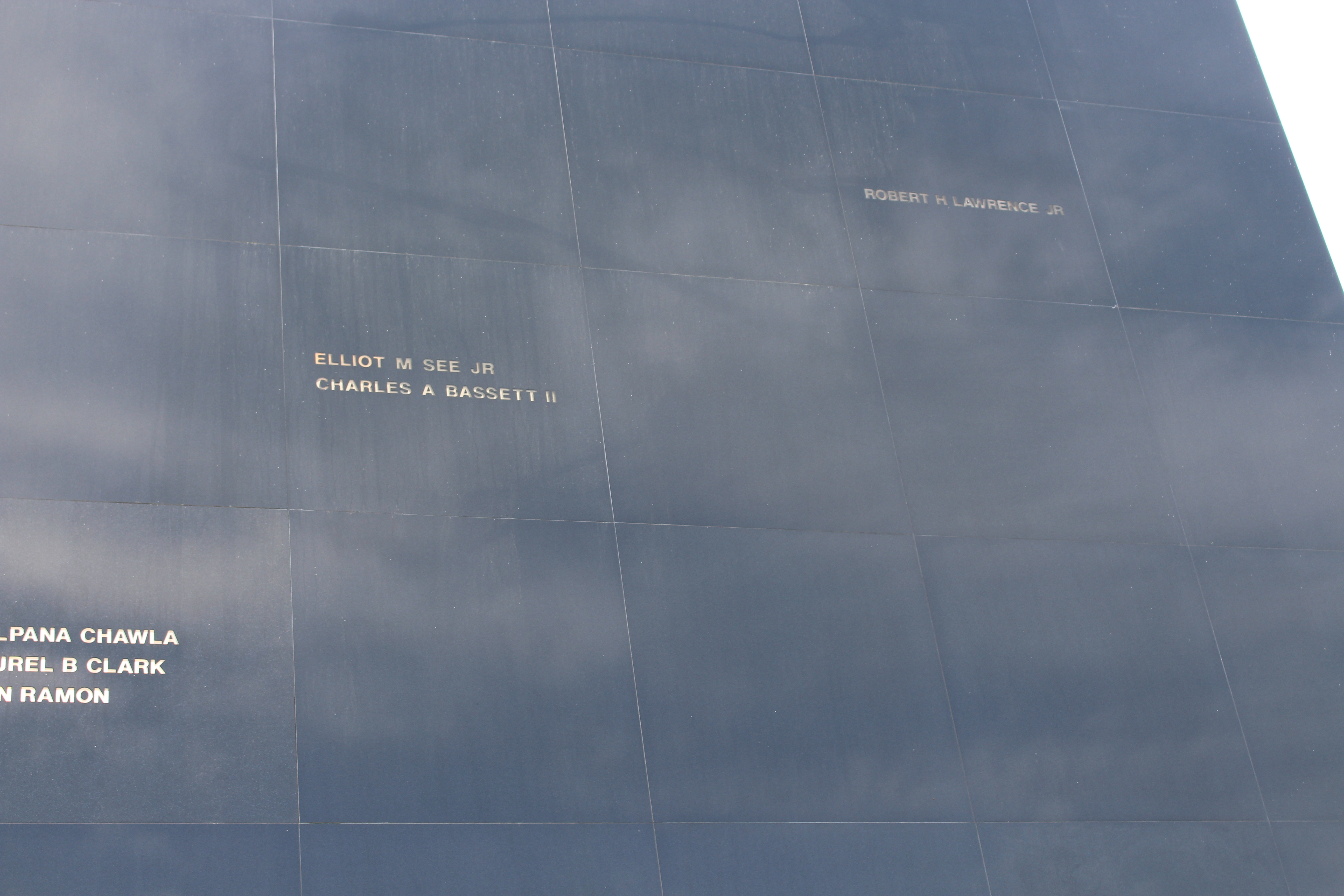
Espejo Espacial Conmemorativo con el nombre de Robert Henry Lawrence Jr. inscrito.

En junio de 1967, Lawrence completó con éxito el curso de la Escuela de Pilotos de Prueba (Clase 66B) de la Fuerza Aérea de EE. UU. en la Base Edwards, California. El mismo mes, fue seleccionado por la USAF como astronauta de la Fuerza Aérea en el programa Manned Orbital Laboratory (MOL), convirtiéndose en el primer astronauta de color.

## Accidente mortal
Lawrence murió en el accidente de un F-104 Starfighter en la Base de la Fuerza Aérea de Edwards, California, el 8 de diciembre de 1967, con solo 32 años de edad. Volaba en el asiento trasero como piloto instructor en una misión consistente en una prueba de vuelo de aprendizaje de la técnica de descenso pronunciado por planeo. El piloto realizó una aproximación a baja cota pero remontó demasiado tarde. El avión se estrelló contra el suelo, su motor principal falló, se incendió, y dio una serie de vueltas de campana. El asiento frontal se eyectó a tiempo y el piloto sobrevivió, aunque con daños importantes. Por el contrario, el asiento posterior, cuya expulsión se retrasa un instante para evitar la colisión con el otro asiento, se eyectó de lado, matando instantáneamente a Lawrence. De haber vivido, probablemente habría sido transferido a la NASA tras la cancelación del programa MOL con sus compañeros, algunos de los cuales volaron en el Transbordador Espacial. Durante su breve carrera, Lawrence ganó la Commendation Medal de la Fuerza Aérea, la Mención Excepcional de la Unidad. El 8 de diciembre de 1997, su nombre fue inscrito en el Monumento Conmemorativo del Espejo Espacial del Centro espacial John F. Kennedy en Florida.

## Eponimia
- El cráter lunar Lawrence lleva este nombre en su memoria, honor compartido con el físico y Premio Nobel estadounidense Ernest Orlando Lawrence.